# Paul-Philippe de Chaumont
Paul-Philippe de Chaumont (* 1617; † 24. März 1697 in Paris) war ein französischer Bibliothekar, Geistlicher und Bischof von Dax. 

## Leben
De Chaumont stammte aus einer alten adeligen Familie, welche in Vexin beheimatet war; sein Vater war königlicher Bibliothekar. Über seine Mutter war er u. a. mit Germain, Henri und Philippe Habert verwandt. Dies, aber auch seine Verwandtschaft zu Kanzler Pierre Séguier halfen ihm, den Weg zur Académie française zu ebnen. Im Frühjahr 1654 wurde de Chaumont dann auch als Nachfolger von Jacques de Serisay von der Akademie aufgenommen (Fauteuil 3). Nach seinem Tod 1697 nahm dann der Historiker Louis Cousin seinen Platz ein. 
Später löste Cousin seinen Vater als königlicher Bibliothekar ab und hatte dieses Amt bis 1671 inne. In diesem Jahr wurde er zum Bischof von Dax berufen. Dieses Amt hatte er bis 1684 inne.

## Zitat
Der Schriftsteller Jean Chapelain sagte über de Chaumont:
... qu’il ne manquait pas d’esprit, qu’il avait assez le gôut de sa langue et prêchait hardiment et facilement.

## Werke
- Réflexions sur le christianisme enseigné dans l’église catholique. Paris 1693.